# 林格尔多夫
林格尔多夫（法語：Ringeldorf，法語發音：[ʁiŋ(ɡ)əldɔʁf]）是法国下莱茵省的一个旧市镇，原属萨韦尔讷区。2019年1月1日，林格尔多夫并入市镇瓦勒德莫代尔，改属阿格诺-维桑堡区。

## 地理
林格尔多夫（48°49'31"N, 7°36'28"E）面积2.78 平方千米，位于法国大東部大區下莱茵省，该省份为法国大陆部分最东部的省份，是阿尔萨斯的一部分，今与上莱茵省组成了阿尔萨斯欧洲集体，其南至上莱茵省，西南接孚日省和默尔特-摩泽尔省，西接摩泽尔省，北与德国接壤。
与林格尔多夫接壤的市镇（或旧市镇、城区）包括：埃滕多夫、格拉森多夫、莫什维莱尔、尼德莫登、瓦勒德莫代尔、瓦勒德莫代尔。
林格尔多夫的时区为UTC+01:00、UTC+02:00（夏令时）。

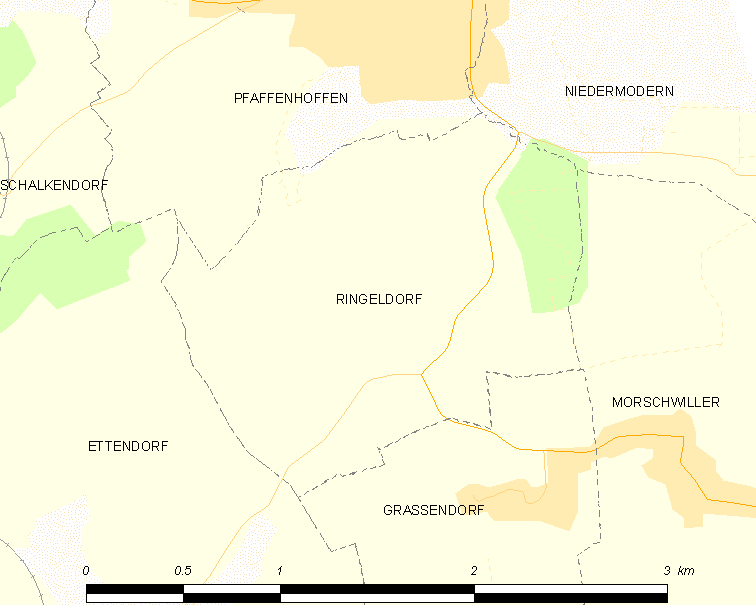
林格尔多夫的OSM定位图

## 行政
林格尔多夫的邮政编码为67350，INSEE市镇编码为67402。

## 政治
林格尔多夫所属的省级选区为布克斯维莱尔县。

## 人口

1962-2008年间林格尔多夫人口变化图示

林格尔多夫于2018年1月1日时的人口数量为135人。